# ویلی کوچباخ
ویلی کوچباخ (انگلیسی: Willy Kutschbach; ۲۷ مهٔ ۱۹۰۷ – ۲۴ ژوئن ۱۹۷۸) دوچرخه‌سوار اهل آلمان بود.